# Убийство в Риме (фильм, 1973)
«Убийство в Риме» — французско-итальянский художественный фильм, в основе которого лежит подлинная история массовой казни в Ардеатинских пещерах.

## Сюжет
В оккупированном нацистами Риме нападение на отряд СС вызывает волну возмездия со стороны военного правительства. Фильм «Убийство в Риме» — это реальная история о том, как несколько партизанских атак привели к массовой казни итальянцев по приказу оберштурмбаннфюрера СС Каплера.

## В ролях
- Ричард Бёртон
- Марчелло Мастроянни
- Лео Маккерн